# Carcharhinus acronotus
Carcharhinus acronotus е вид хрущялна риба от семейство Сиви акули (Carcharhinidae). Видът е почти застрашен от изчезване.

## Разпространение
Разпространен е в Американски Вирджински острови, Ангуила, Барбадос, Бахамски острови, Бразилия, Британски Вирджински острови, Венецуела, Гваделупа, Гвиана, Гренада, Доминика, Мартиника, Мексико (Веракрус, Кампече, Кинтана Ро, Табаско, Тамаулипас и Юкатан), Пуерто Рико, САЩ (Алабама, Джорджия, Луизиана, Мисисипи, Северна Каролина, Тексас, Флорида и Южна Каролина), Сейнт Винсент и Гренадини, Сейнт Китс и Невис, Сейнт Лусия, Сен Пиер и Микелон и Тринидад и Тобаго.